# Medal Indii
Medal Indii (ang. India Medal) – brytyjski medal ustanowiony w roku 1895, zastąpił wcześniejszy medal India General Service Medal (1854).

## Zasady nadawania
Nadawany brytyjskim i indyjskim siłom zbrojnym za udział w różnych mniejszych kampaniach.
Medal bity w srebrze nadawany był brytyjskim kombatantom, medal w brązie przeznaczony był dla miejscowych żołnierzy.

## Klamry medalu
Usankcjonowano siedem klamer tego medalu:
- Defence of Chitral 1895
- Relief of Chitral 1895
- Punjab Frontier 1897–98
- Malakland 1897
- Somana 1897
- Tirah 1897–98
- Waziristan 1901–02

Klamra Waziristan 1901-02 była rzadko nadawana Brytyjczykom, jednak przyznano ją pewnej liczbie pułków.

## Opis medalu
Awers wydany w dwóch wersjach:
- za lata 1895–1901 – popiersie królowej Wiktorii w diademie i welonie oraz legenda VICTORIA REGINA ET IMPERATRIX
- za lata 1901–1902 – popiersie króla Edwarda VII w mundurze marszałka polnego

Rewers: przedstawia żołnierzy brytyjskiego i indyjskiego stojących razem i trzymających sztandar. Po obu stronach słowa INDIA 1895.